# 도파민성

신경전달물질인 도파민의 화학 구조

도파민성(영어: dopaminergic) 또는 도파민작동성은 "도파민과 관련된(related to dopamine)" 문자 그대로 "도파민에 대한 작동(working on dopamine)"을 의미하며, 도파민은 일반적인 신경전달물질이다. 도파민작동성 물질 또는 작용은 뇌에서 도파민 관련 활성을 증가시킨다. 도파민작동성 경로는 도파민 관련 활성을 촉진한다.

## 같이 보기
- 아드레날린작동성
- 콜린작동성
- 코카인 및 암페타민 조절 전사물 (CART)
- GABA작동성
- 히스타민성 (히스타민작동성)
- 세로토닌
- 세로토닌성 (세로토닌작동성)